# Кильтичия
Кильтичия (укр. Кільтиччя) — левый приток реки Обиточная, расположенный на территории Бильмакского, Бердянского и Приморского районов (Запорожская область, Украина).

## География
Длина — 70 км. Площадь водосборного бассейна — 554 км². Русло реки (отметки уреза воды) в нижнем течении (село Шевченково) находится на высоте 20,6 м над уровнем моря, в верхнем течении (село Ивановка) — 57,8 м. Скорость течения — 0,1.
Долина трапециевидная, шириной до 3 км, глубиной до 40 м. Присутствуют участки обрывистого берега с пляжем высотами 3-6 м. Русло умеренно-извилистое, ширина в среднем и нижнем течении до 10-12 м, глубина 0,7 м. В нижнем течении выпрямлено в канал (канализировано), шириной 7 м и глубиной 1,2 м. Создано несколько прудов. Берега реки с луговой растительностью, в верхнем течении — заболоченные с камышовой растительностью.
Вода реки используется для орошения и технического водоснабжения.
Максимум годового речного стока приходится на весну. Питание снежное и дождевое. Замерзает во второй половине декабря, тает в середине февраля; ледовый режим непостоянный. Русло реки заиленное и на отдельных участках чистится.
Берёт начало южнее села Смирново. Впадает в реку Обиточная в городе Приморск.
Притоки:
1. Камышеватая (левый)
2. балки Грузская и Чабанская (правый)
3. Буртичия (левый)